# Le 9e Monde
 (septembre 2024).
Si vous disposez d'ouvrages ou d'articles de référence ou si vous connaissez des sites web de qualité traitant du thème abordé ici, merci de compléter l'article en donnant les références utiles à sa vérifiabilité et en les liant à la section « Notes et références ».
Le 9e Monde était la maison d'édition de la librairie La Comète de Carthage (Paris).
L'entreprise a été fermée le 9 novembre 2017 sans dissolution ni liquidation de la société.

## Caractéristiques
Maison d'édition fondée en 1997 et prolongement éditorial de la librairie-galerie La comète de Carthage, située à Paris dans la 5e arrondissement, Le 9e Monde édite régulièrement depuis sa création des livres de bande dessinée, des recueils d'illustrations, des estampes en impression d'art (sérigraphie…) ou affiches signées par les artistes ; mais aussi des portfolios en édition d'art (sérigraphie, gravure…) et en offset ou tirages de luxe et limités de bande dessinée signés par les artistes.
La diffusion/distribution est assurée depuis le 1er janvier 2011 par Les Belles Lettres à la suite de la cessation d'activité du Comptoir des Indépendants.
Un catalogue en ligne est mis à jour régulièrement avec présentation de l'activité éditoriale et publication de documents inédits se rapportant à certains des ouvrages édités par Le 9e Monde.

## Publications
Quelques auteurs parmi ceux publiés :
- François Avril
- Yves Chaland
- Jean-Claude Götting
- Dominique Corbasson
- Ted Benoit
- Walter Minus
- Stanislas Barthélémy
- Ulf K.
- Edmond Baudoin
- Denis Sire
- Pascal Rabaté
- Jean-Christophe Chauzy
- Nicolas Poupon
- David Vandermeulen
- Nicolas Barral
- Séra
- Turf
- Philippe Buchet
- Jean-Pierre Gibrat
- Jean Giraud
- Stan et Vince
- Al Severin
- Dupuy-Berberian
- François Ayroles
- Floc'h
- Jean-Philippe Peyraud
- André Juillard
- Andi Watson
- Christian Cailleaux
- Loustal
- Philippe Squarzoni
- Aurélia Aurita
- Deloupy
- Stefano Ricci
- Nicolas de Crécy
- Blexbolex
- Charles Burns
- Craig Thompson
- Daniel Clowes
- Serge Clerc
- Thierry Guitard
- Gus Bofa
- Caza
- Sarry Long
- Fabrice Tarrin
- Louis Joos
- Alfred
- Johan De Moor